# John A. Carroll
John Albert Carroll (ur. 30 lipca 1901, zm. 31 sierpnia 1983) – amerykański polityk, członek Partii Demokratycznej. W latach 1947–1951 reprezentował stan Kolorado w Izbie Reprezentantów Stanów Zjednoczonych, a w latach 1957–1963 reprezentował ten sam stan w Senacie Stanów Zjednoczonych.